# Berliet RFM
L'autorail Berliet de type RFM constitue le premier modèle "de série" conçu et construit par les Automobiles M. Berliet pour la voie métrique.

## Exemplaires construits
Malgré la publicité réalisée dès 1923 dans les revues spécialisées, ainsi que la belle activité du service commercial de Berliet, ce modèle ne parvint pas à s'imposer face à la concurrence.
Seuls sept exemplaires furent construits et livrés pour les exploitants ci-dessous :
- Chemins de Fer Vicinaux du Jura (numéroté 1, en service de 1923 à 1945) ;
- Compagnie des Tramways à Vapeur du département de l'Aude (numéroté 201, en service de 1924 à 1930 environ) ;
- Régie Départementale du chemin de fer de Bretenoux-Biars à Saint-Céré (numéroté 1, en service de 1924 à 1933) ;
- Compagnie des Chemins de fer Economiques du Nord, pour le service urbain de la ville de Vienne (numérotés 1 à 3, en service de 1924 à 1935 / 1938) ;
- Compagnie des Chemins de Fer de la Limagne (en service de 1925 à 1934) ;
- Compañía de los Ferrocarriles de Mallorca (en service à partir de 1926).

## Caractéristiques

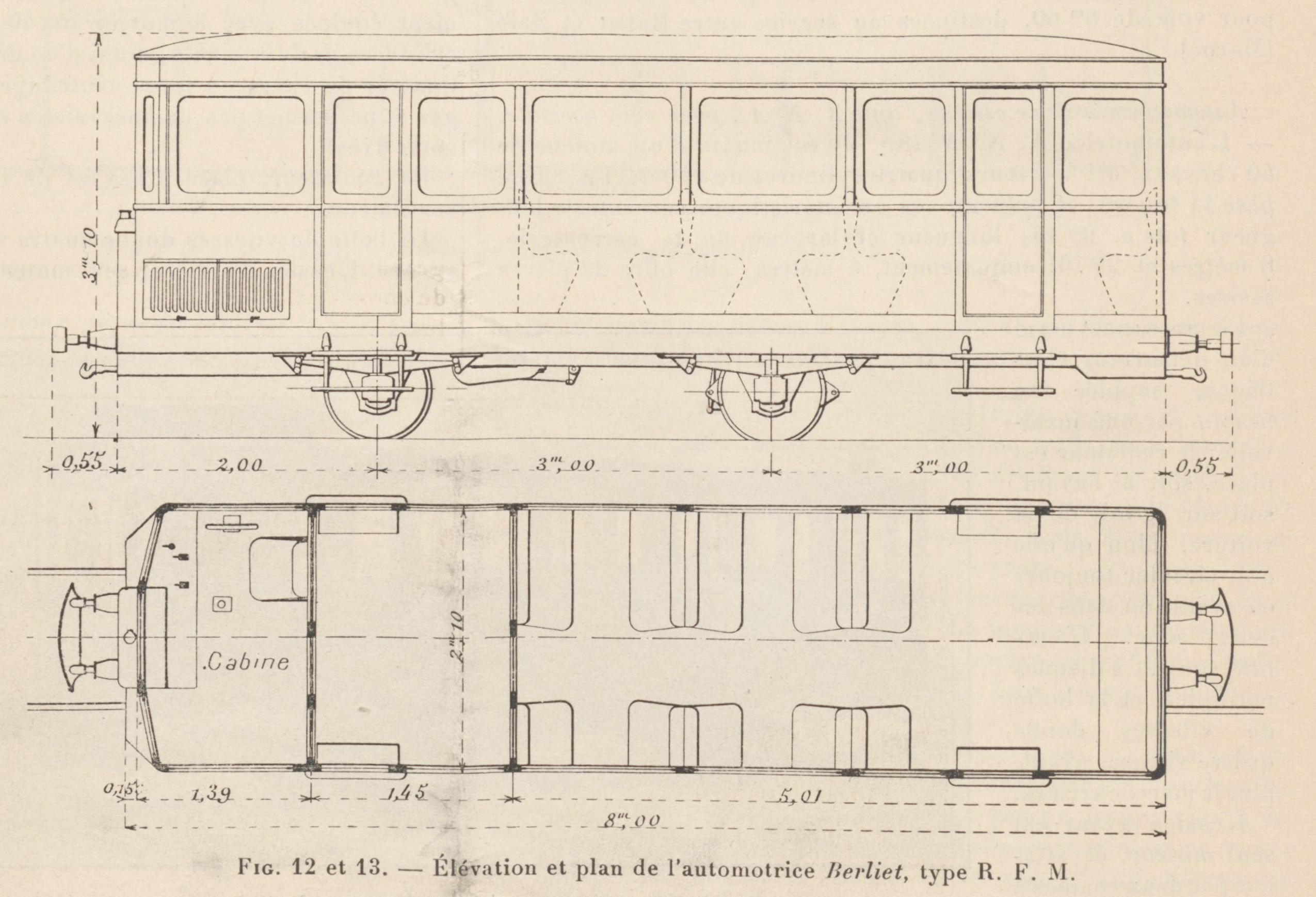
Plan d'ensemble du projet pour le Jura

Cette voiture est équipée avec un moteur de 40 chevaux quatre cylindres de 110 X 140, muni d'un démarreur électrique et d'un limiteur de vitesse à force centrifuge qui étrangle l'arrivée des gaz et ne permet pas au mécanicien de dépasser l'allure maximum fixée. Le radiateur, placé à l'avant de la voiture, est muni d'un ventilateur. La boîte de vitesses donne quatre vitesses avant, et la marche arrière. L'essieu d'arrière, seul moteur, est attaqué par un arbre à cardan et un pont démultiplicateur à engrenages coniques et cylindriques. Le freinage est double : frein à mâchoires, sur l'arbre moteur, et frein à sabots, sur les roues. L'éclairage est électrique; selon les besoins, la voiture peut-être chauffée par les gaz d'échappement du moteur. Elle offre 29 places, dont 19 assises.